# Sinularia mammifera
Sinularia mammifera är en korallart som beskrevs av Malyutin 1990. Sinularia mammifera ingår i släktet Sinularia och familjen läderkoraller. Inga underarter finns listade i Catalogue of Life.